# Mariano Zabía
ç
Mariano Zabía Lasala (Madrid, 27 de mayo de 1949) es un político y alto funcionario español.

## Biografía
Tras licenciarse en Derecho por la Universidad Complutense de Madrid, ingresó como funcionario de carrera en el Cuerpo Superior de Administradores Civiles del Estado en 1973.
Desarrolló una extensa carrera profesional en la Administración General del Estado, en la que desempeñó los cargos de Subdirector General de Coordinación Administrativa en el Ministerio de la Presidencia del Gobierno, Vicesecretario General Técnico del Ministerio de Asuntos Exteriores y Director de la Oficina Española de Turismo en Fráncfort del Meno. 
En 1991 fue nombrado director general del Instituto de Turismo de España y, desde 1994, ocupó los puestos de Asesor del Ministro de Comercio y Turismo, y de Secretario para los Miembros Afiliados de la Organización Mundial del Turismo. En junio de 1997 fue nombrado Asesor de la Ministra de Educación y Cultura, en aquel momento, Esperanza Aguirre y dos años después fue nombrado Director General de la Función Pública.
El 5 de mayo de 2000, a propuesta de la ministra Pilar del Castillo se le nombra Subsecretario del Ministerio de Educación. Permanece en el cargo durante tres años, hasta que, en octubre de 2003, Esperanza Aguirre, a la sazón ya Presidenta de la Comunidad de Madrid, lo recupera para su equipo, nombrándolo Consejero de Medio Ambiente y Ordenación del Territorio. Formó parte del Gobierno de la Comunidad de Madrid durante toda la Legislatura, hasta junio de 2007.
Presidió el Consejo Consultivo de la Comunidad de Madrid de 10 de abril de 2011[cita requerida] a 10 de abril de 2014. Le sucedió en el cargo Ignacio Astarloa
En 2010 se hizo público que fue espiado en la trama de espionaje político en la Comunidad Autónoma de Madrid.
En su faceta como escritor, en 2018 realizó un breve y emotivo ensayo sobre Pío Baroja, dentro de la colección Baroja & Yo (Ipso ediciones), titulado La sensación de lo ético.